# Sara Sig Møller
Sara Sig Møller (født 10. oktober 1983 i Aarhus) er en kvindelig dansk triatlet.
Sig Møller begyndte at dyrke triathlon i 2004 i Aarhus 1900 triathlon. Hun kørte sit første stævne i foråret 2005 som optakt til DM i kort-duathlon 2005, hvor hun blev nummer fem og blev udtaget til EM i kort-duathlon for U23. Hun deltog i sit første triathlonstævne i foråret 2006. Det blev til en DM-bronzemedalje til DM-kort-triathlon 2006.
I november 2006 blev Aksel Nielsen ansat som træner for elitegruppen i Aarhus 1900 triathlon, og dette blev starten på en mere struktureret træning. Hun kvalificerede sig til EM i lang-triathlon 2007 og det udløste samtidig en billet til VM i lang-triathlon. Det blev også til to DM-medaljer, én i sølv, og én i bronze ved DM i kort- og lang-duathlon. Præstationen i DM-lang-duathlon sikrede hende samtidig en billet til VM-lang-duathlon. Toenhalv uge før sin afrejse blev hun kørt ned af en bil og brækkede højre kraveben, men tog til VM alligevel hvor hun udgik på grund af kramper i begge forlår. I 2008 blev hun nummer fire ved EM i lang triathlon med distancen 4 km svømning – 120 km cykling -30 km løb i byen Gérardmer i Frankrig.
Sara Sig Møller´s tvillingesøster Maria Sig Møller, dyrker atletik for AGF. Både deres far og mor er tidligere eliteudøvere, henholdsvis tikæmper og svømmer.

## Danske mesterskaber
- 2007 DM Duathlon langdistance nummer 2
- 2007 DM Duathlon nummer 3
- 2006 DM Triathlon, kortdistance nummer 3
- 2006 DM Triathlon, sprint nummer 5
- 2005 DM Duathlon nummer 5

## Personlige Rekorder
Løb:
- 10 km. Landevej: 36.20
- 5000 meter: 18.10

Svømning:
- 1500 meter: 21.20 (Langbane i våddragt)